# ストライパー
ストライパー（Stryper）は、アメリカ合衆国出身のクリスチャン・メタル・バンド。
1980年代のLAメタル・ムーブメントから誕生したグループの一つ。ゴスペルと激しいメタルのサウンドの融合でクリスチャン・メタルというジャンルを確立した。1992年にフロントマンのマイケル・スウィートが脱退し、1993年スイスでの公演を最後に解散。1999年プエルトリコでのイベントにてロバートを除くメンバーが集結して演奏を行い、2000年ニュージャージーで行われた第1回 STRYPER EXPO にて全員集結、2003年から再始動を果たしている。

## バンド名の由来
ストライパーというバンド名は、イザヤ書53章5の文中の「stripe」という単語に由来する。以下抜粋;
「He was wounded for our transgressions, He was bruised for our iniquities: the chastisement of our peace was upon Him; and with his stripes we are healed. (彼はわたしたちの背きのため刺し貫かれ、わたしたちの咎のため打ち砕かれた。彼の受けた懲らしめによって、我々に平和が与えられた。彼の受けた傷によって、我々は癒された。)」
また、バンド名を「Salvation Through Redemption, Yielding Peace, Encouragement, and Righteousness.」の略であるという説もある。
なお、イザヤ書53章5(ISAIA 53:5)の文字は、彼らのいくつかのアルバム・ジャケットにバンドロゴと並んで見ることができる。
その一方で、縞模様を示す「ストライプ」とも掛けており、バンドロゴやステージ衣装にも縞模様を採り入れている。

## 略歴

### 結成から成功へ (1983年 - 1989年)

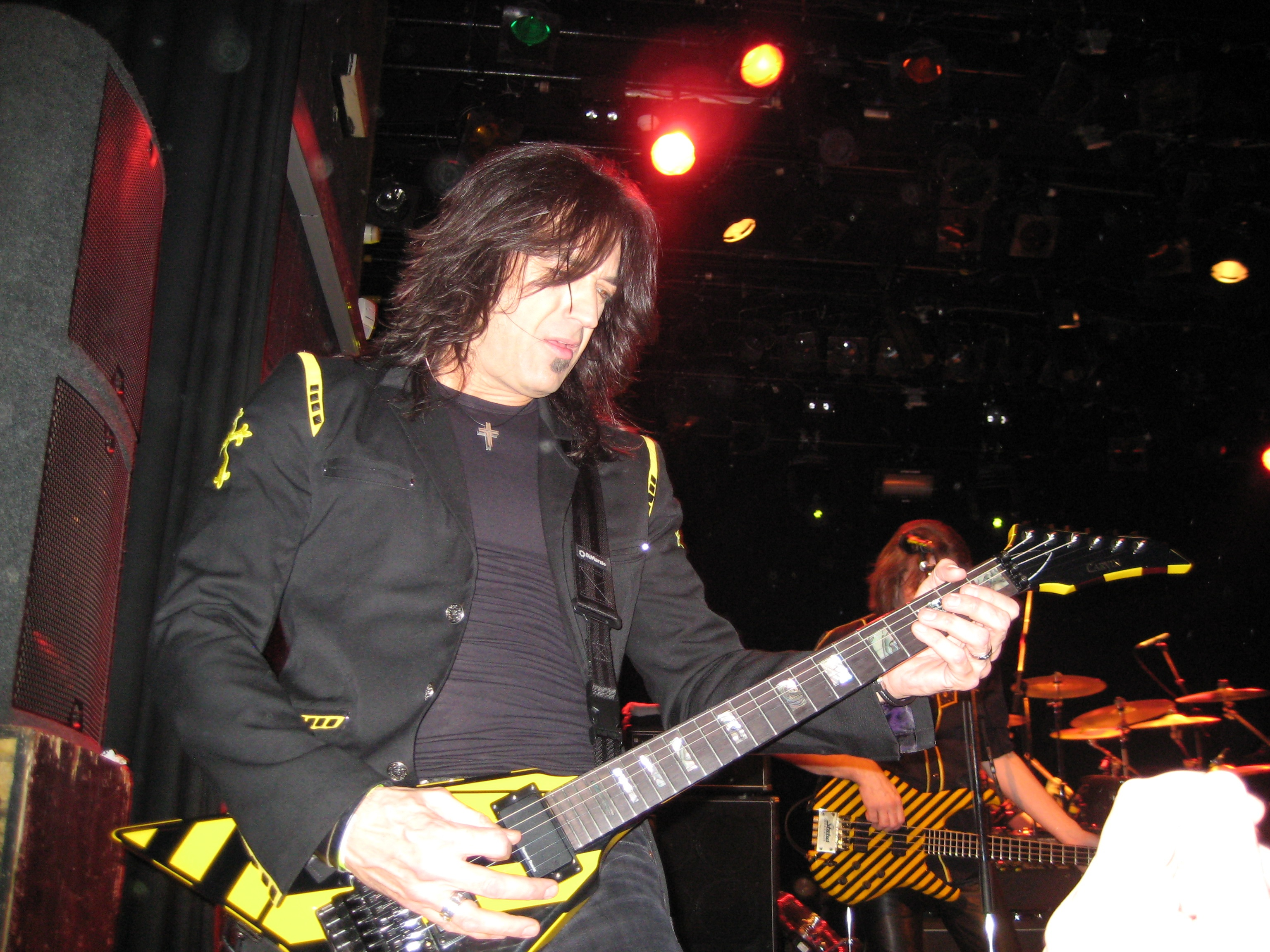
創設メンバー マイケル・スウィート(Vo/G)

ストライパーは当初、マイケル（ボーカル、ギター / 弟）とロバート（ドラム / 兄）のスウィート兄弟と、オズ・フォックス（ギター）を中心に「ROXX REGIME」というバンド名で活動していた。1983年にティム・ゲインズ（ベース）の加入後、バンド名をストライパー（Stryper）と改名し、翌1984年7月10日、デビューEP『The Yellow And Black Attack』をリリース。しかしボン・ジョヴィやラットらと同じカテゴリーのバンドとして世に出たため、「彼らは本物のクリスチャン・バンドではない」などの批判を浴びせられていた。
1985年3月15日、彼らは初のフル・アルバムである『ソルジャーズ・アンダー・コマンド』をリリースした。このアルバムは初のゴールド・ディスクに輝き、50万枚以上のセールスを記録した。この成功を受け、デビューEPの『The Yellow And Black Attack』をわずか2万枚の出荷を埋め合わせる意味も兼ねて、1986年8月11日に収録曲を増やしたアルバムとして再発することになった。

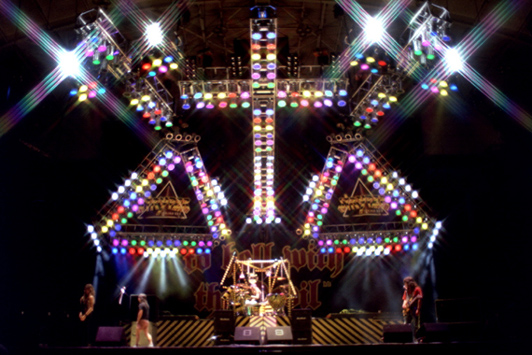
『トゥ・ヘル・ウィズ・ザ・デヴィル』ツアー (1986年)

1986年10月24日、サード・アルバム『トゥ・ヘル・ウィズ・ザ・デヴィル』をリリース。これはプラチナム・ディスクを獲得し、「Calling On You」「Honestly」のヒットも手伝って、100万枚以上のセールスを記録。彼らの中で最も成功したアルバムというだけでなく、クリスチャン・メタル・バンドとして初の成功を収めるという偉業を達成した。「Honestly」は彼らの中でも最もよく知られた曲の一つである。しかしティム・ゲインズはこのアルバムのレコーディングには参加しておらず、アルバムのリリース前に脱退してしまう。後任にはマット・ヒューリッチが迎えられたが、ティムはその後バンドに再び戻り、ワールドツアーに参加している。
1988年7月28日、4thアルバム『イン・ゴッド・ウィ・トラスト』をリリース。このアルバムもゴールド・ディスクを獲得し、シングルカットした「Always There For You」が大ヒットした。しかしこのアルバムは以前にも増してポップなサウンドとなり、売れ線に走ったと批判された。前作同様、ティムはレコーディングには参加せず、ツアーには同行した。

### 解散〜リユニオン (1990年 - 2001年)
1990年8月21日、5thアルバム『無法の掟』をリリースした。しかしこのアルバムは従来のストライパーのイメージとは著しく変化しており、アルバム・ジャケットに必ず黒と黄色のカラーが含まれていたり、神を賛美するような歌詞というような彼ら独特の要素が一切排除された。その一方で、バンドは黒い革のパンツやレザーというようなオールド・メタルのイメージに一転し、サウンドもより重厚かつヘヴィなものに変貌した。この大きな変化に関して、ドラマーのロバート・スウィートは「前作のポップイメージを払拭したかった」と発言している。また、このアルバムにはジェフ・スコット・ソートがコーラスで参加しているほか、アース・ウィンド・アンド・ファイアーのカヴァー曲「シャイニング・スター」に、ジョー・ジャクソンが参加している。
『無法の掟』発表後、所属していたレコード会社のEnigma Recordsが倒産。新たにハリウッド・レコードと契約した後、1991年に新曲2曲を含むベスト盤『キャント・ストップ・ザ・ロック』をリリース。そして1992年2月までのツアー終了後、ソロ活動を理由にマイケルがバンドを脱退。その後、オズ・フォックスがギターとボーカルを兼任してヨーロッパを回ったが、アメリカへ帰国後に自然消滅という形でバンドは解散。
その後、オズ・フォックスとティム・ゲインズはSIN DIZZYを結成し、1998年にアルバム『He's Not Dead』をリリースした。マイケル・スウィートは1990年代に4枚のソロ・アルバムをリリースし、クリスチャン・ミュージック市場に貢献した。ロバート・スウィートは様々なバンドのドラマーとして活躍し、2002年にはソロ・アルバムもリリースしている。
SIN DIZZYのメンバーは一度、1999年にプエルトリコで開かれたロック・フェスティバルにてマイケル・スウィートを含めたメンバーでストライパーの曲を披露している。また2000年にニュージャージーで開かれた「Stryper Expo」にて、8年ぶりにストライパーとして復活した。これと同年にはコスタリカで公演を行った後、2001年にはロサンゼルスにて再び「Stryper Expo」を行っている。

### 再始動〜以降 (2003年 - 現在)
2003年、ハリウッド・レコードの要請を受け、マイケル・スウィートはコンピレーション・アルバム用に2曲新たに書き上げ、この新曲2曲を含むバンド2作目のコンピレーション・アルバム『7: The Best of Stryper』をリリースし、再結成ツアーを行った。全米36箇所にて行われ、プエルトリコのサンファンでの公演を最後に終了した。またこの翌年にはこのツアーの模様を収録したライブ・アルバム『7 Weeks: Live in America, 2003』をリリースし、プエルトリコ公演の模様はDVDとして映像化された。しかしこのプエルトリコのライブはオリジナル・ラインナップ最後の公演となってしまった。
2004年、スウィート兄弟とオズ・フォックスは新たなアルバムのレコーディングのためにスタジオに入ることを決心したが、ティム・ゲインズは乗り気になれず、代わりに長年マイケル・スウィートのソロバンドのベースを務めたトレイシー・フェリエが参加した。
11月、ストライパーはメキシコのパラシオ・デ・ロス・デポルテスでのイベントを予定していたが、これを突如キャンセルし、参加するはずだった他バンドのメンバーやプロモーターとの間で衝突が起こった。ストライパーはプロモーター側に落ち度があると主張したが、他のクリスチャン・バンドを敵に回すことになった。プロモーター側はストライパーに準備金の全額を返すように要求したが、ストライパー側はこれを拒否し、プロモーターは多額の損失を出すことになった。その後、ストライパーは自身のウェブサイトにてグッズ等を販売し、プロモーターに払い戻しを行う姿勢を見せた。
2005年、15年ぶりのオリジナル・アルバム『リボーン』をリリース。この作品はオルタナティヴ・ミュージックやグランジの側面を取り入れたモダンなサウンドに仕上がっており、歌詞は以前のような神を賛美するようなものに戻った。

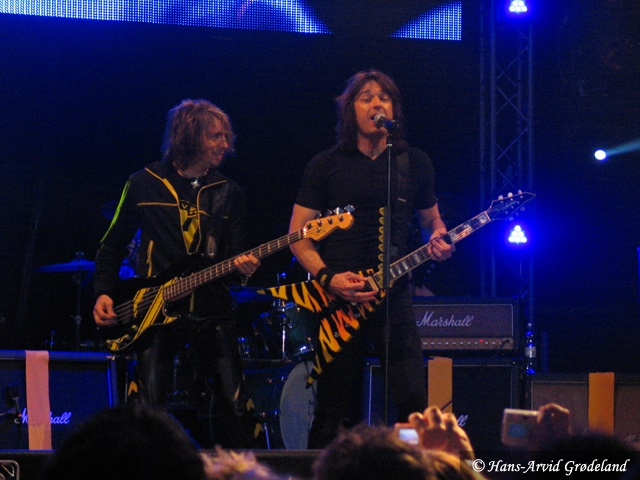
ノルウェー・グジェヴィン公演 (2006年7月)

2006年、2年前のプエルトリコ公演の模様を映像化したDVD『グレイテスト・ヒッツ・ライヴ〜ライヴ・イン・プエルト・リコ 2004』リリースした。
2008年、この年の6月よりリードシンガーのマイケル・スウィートはボストンに加入。サマーツアーに参加している。
2010年、オリジナル・メンバーだったティムが復帰し、25周年ツアーを行っている。
2011年、日本のHR/HMフェス「LOUD PARK 11」出演にて、22年ぶりの来日を果たす。
2016年、27年ぶりの単独来日公演を開催。
2017年、ティムが再び脱退。後任にペリー・リチャードソン(元ファイアーハウス)が加入。

## メンバー

### 現在ラインナップ
- マイケル・スウィート (Michael Sweet) – ボーカル、ギター (1983年–1992年、2003年– )
- オズ・フォックス (Oz Fox) – ギター、ボーカル (1983年–1993年、2003年– )
- ペリー・リチャードソン (Perry Richardson) – ベース (2017年– )
- ロバート・スウィート (Robert Sweet) – ドラムス (1983年–1993年、2003年– )

### 旧メンバー
- スコット・レーン (Scott Lane) – ギター (1983年)
- ジョン・ブアヒーズ (John Voorhees) – ベース (1983年)
- ティム・ゲインズ (Tim Gaines) – ベース、キーボード (1983年–1986年、1986年–1988年、1990年–1993年、2003年–2004年、2010年–2017年)
- マット・ヒューリッヒ (Matt Hurich) – ベース (1986年)
- トレイシー・フェリエ (Tracy Ferrie) – ベース (2004年–2010年)

## ディスコグラフィ

### スタジオ・アルバム
- 『イエロー・アンド・ブラック・アタック!』 - The Yellow and Black Attack (1984年) ※旧邦題『神聖紀』
- 『ソルジャーズ・アンダー・コマンド』 - Soldiers Under Command (1985年)
- 『トゥ・ヘル・ウィズ・ザ・デヴィル』 - To Hell with the Devil (1986年)
- 『イン・ゴッド・ウィ・トラスト』 - In God We Trust (1988年)
- 『無法の掟』 - Against the Law (1990年)
- 『リボーン』 - Reborn (2005年)
- 『マーダー・バイ・プライド』 - Murder by Pride (2009年)
- The Covering (2011年) ※カヴァー・アルバム
- 『セカンド・カミング』 - Second Coming (2013年)
- 『ノー・モア・ヘル・トゥ・ペイ』 - No More Hell to Pay (2013年)
- 『フォールン』 - Fallen (2015年)
- 『ゴッド・ダム・イーヴル』 - God Damn Evil (2018年)
- 『イーヴン・ザ・デヴィル・ビリーヴス』 - Even the Devil Believes (2020年)
- 『ザ・ファイナル・バトル』 - The Final Battle (2022年)

### ライブ・アルバム
- 7 Weeks: Live in America, 2003 (2004年)
- Extended Versions (2006年)
- Greatest Hits: Live in Puerto Rico (2007年)
- 『ライヴ・アット・ザ・ウィスキー』 - Live at the Whisky (2014年) ※CD&DVD

### コンピレーション・アルバム
- 『フリー』 - Free (1987年) ※EP。日本のみ
- 『キャント・ストップ・ザ・ロック』 - Can't Stop the Rock (1991年)
- 7: The Best of Stryper (2003年)
- The Roxx Regime Demos (2007年) ※デモ音源集
- Icon (2014年)

### 映像作品
- 『ライブ・イン・ジャパン』 - Live In Japan (1986年)
- In The Beginning (1988年)
- Stryper Expo (2000年)
- Stryper Expo II -West Side Story- (2001年)
- 『グレイテスト・ヒッツ・ライヴ〜ライヴ・イン・プエルト・リコ 2004』 - Greatest Hits -Live In Puerto Rico- (2006年)
- 『ロッキン・ランド 2010』 - Live in Indonesia at the Java Rockin' Land (2012年)

## 日本公演
- 1985年
- 1987年
- 1989年
- 2011年 LOUD PARK 11[4]
  - 10月15日 さいたまスーパーアリーナ
- 2016年 “YELLOW & BLACK IS BACK” CELEBRATION TOUR IN JAPAN[5]
  - 4月15日 梅田 CLUB QUATTRO（オールタイムベスト+最新アルバムセレクション）
  - 4月16日 川崎 CLUB CITTA'（オールタイムベスト+最新アルバムセレクション）
  - 4月17日 川崎 CLUB CITTA'（「To Hell With The Devil」30周年記念アルバム完全再現+ベスト・ヒッツ）
- 2019年 CLUB CITTA' 30th Anniversary Hard Rock Revolution Vol.5 STRYPER JAPAN TOUR 2019 Rockin' The World -Live in JapanⅡ-[6]
  - 2月9日 川崎 CLUB CITTA'（1985年初来日公演完全再現+グレーテスト・ヒッツ＆ファン・フェイバリッツ）
  - 2月10日 川崎 CLUB CITTA'（1985年初来日公演完全再現+「To Hell With The Devil」完全再現）